# Linda Dallmann
Linda Dallmann (født 2. september 1994) er en kvindelig tysk fodboldspiller, der spiller angreb for Bayern München i 1. Frauen-Bundesliga og Tysklands kvindefodboldlandshold.
Hun blev første gang udtaget til det tyske A-landshold i september 2016 af landstræner Steffi Jones, og fik sin officielle debut den 16. september 2016 i Moskva, i holdets 4–0 sejr over Rusland i en EM-kvalifikationskamp. Hun deltog også under EM i kvindefodbold 2017 i Holland i to af landsholdets i alt fire kampe og VM i kvindefodbold 2019 i Frankrig, under Martina Voss-Tecklenburg.
Hun var også med til at vinde Frauen-Bundesliga for første gang med Bayern München.